# Panteleimon Nicolaevici Simanski
Panteleimon Nicolaevici Simanski (în rusă Пантелеймон Николаевич Симанский, n. 12 octombrie 1866, Pskov, Imperiul Rus – d. 22 aprilie 1938, Varșovia, Polonia) a fost unul dintre generalii Armatei Țariste Ruse din Primul Război Mondial.
A îndeplinit funcția de comandant al Diviziei 61 Infanterie rusă în campania acesteia din România, având gradul de general-maior.:pp. 181-182 